# Bavington
Bavington est une paroisse civile du Northumberland, en Angleterre. La population de la paroisse civile au recensement de 2001 était de 99 habitants.